# Bardymrug
De Bardymrug (Russisch: Бардымский хребет; Bardymski chrebet) is een bergrug in de Centrale Oeral. De rug strekt zich uit over een lengte van 70 kilometer, grofweg tussen Nizjnieje Sergi (oblast Sverdlovsk) in het noorden en Njazepetrovsk (oblast Tsjeljabinsk) in het zuiden en heeft een gemiddelde hoogte tussen de 450 en 500 meter, met als hoogste punt de Zjoerjan (678 m). Het gebergte bestaat uit uitvloeiingsgesteenten, hoornsteen (silicium-schisten) en kwartszandsteen uit het Ordovicium en Siluur. De hellingen zijn bedekt met loof- en naaldbossen.
In het gebergte ontspringt de gelijknamige rivier de Bardym.